# Dům U kameníků
Dům U kameníků, také U Nejsvětější Trojice je měšťanský dům čp. 320/III v Praze 1 na Malé Straně, s hlavní fasádou do Šporkovy ulice 10, boční fasádou do Jánské ulice 5, se zahradou a dvorem. Od roku 1958 je chráněný jako kulturní památka. Obě označení domu se v písemných pramenech z let 1653 až 1891 užívají střídavě, stejně jako domovní znamení na obou portálech.      

## Historie
K zástavbě zahrad pod Pražským hradem v oblasti Jánského vršku, Jánské a Šporkovy ulice až po ulici Vlašskou, došlo poměrně pozdě. Během druhé poloviny 16. století parcely kupovali především dvorští úředníci a řemeslníci Pražského hradu. Dům čp. 320/III původně tvořily dva samostatné domky, které roku 1726 zakoupil kamenický mistr Andreas (Ondřej) Kranner starší a dal je zásadním způsobem přestavět a spojit. Stavby se pravděpodobně zúčastnil italský stavitel Bartolomeo Scotti. V roce 1729 bylo ukončení novostavby stvrzeno dvěma deskami s chronogramem. Latinský nápis na supraportě hlavního portálu přisuzuje úspěšné dokončení stavby Boží prozřetelnosti. 

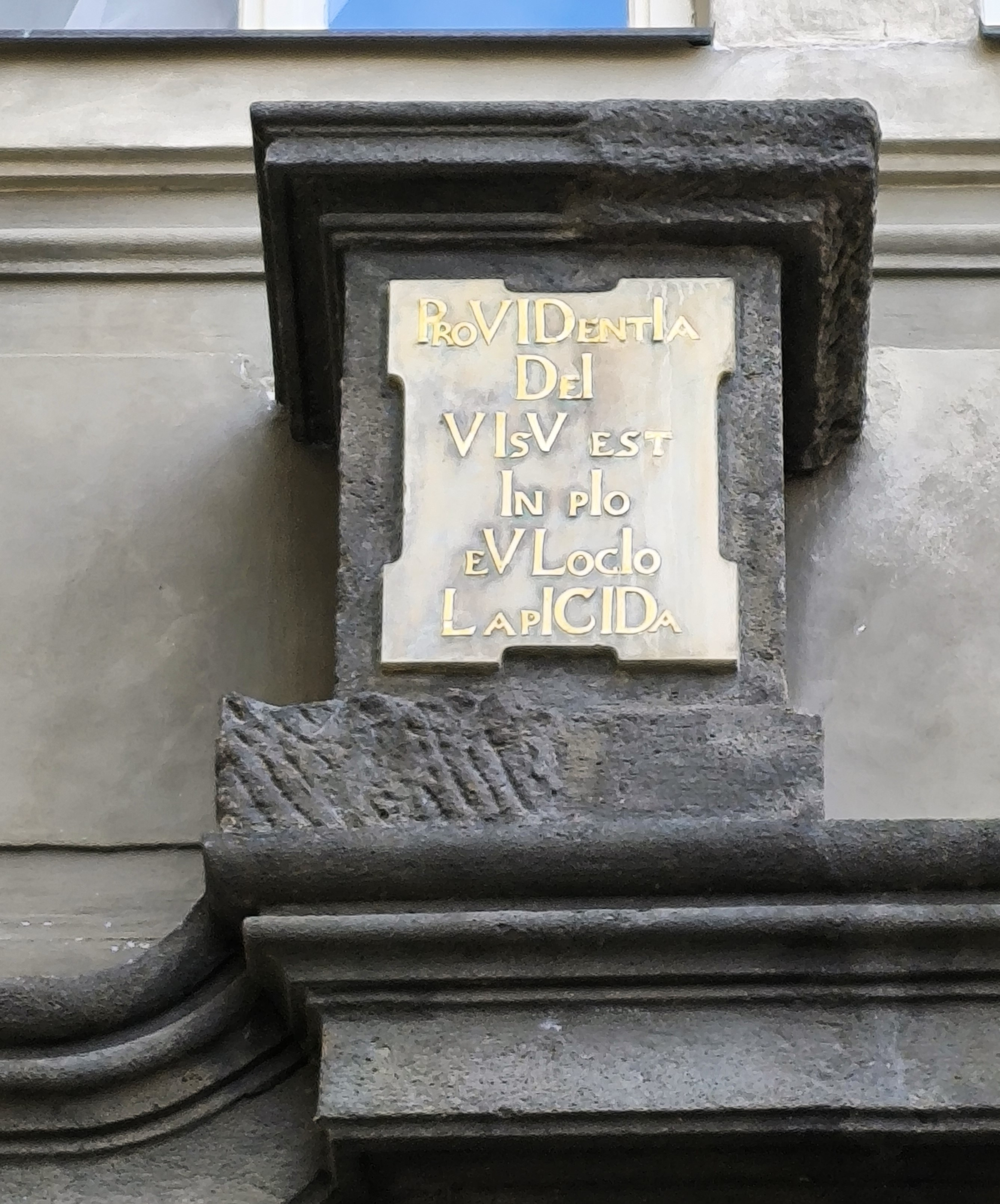
Sokl s chronogramem 1729 na portálu do Šporkovy ulice

Dům byl tehdy sjednocen do třípatrového objektu na půdorysu písmene L, s hlavním průčelím do Šporkovy ulice a zadní, osmiosou fasádou s portálem do Jánské ulice. Celý objekt uzavíraly dvě zahrady, na východní a na jižní straně domu. První z nich má tvar čtverce, je zpola osázená stromy a zpola slouží jako dvůr s parkovištěm, je přístupná vraty ve vysoké ohradní zdi z Jánské ulice. Před druhou ohradní zdí  ze Šporkovy ulice stojí pískovcová socha sv. Jana Nepomuka, pravděpodobně dílo některého kameníka ze třetí generace rodu Krannerů. Na předním soklu sochy je vytesaný reliéfní výjev Svržení Jana Nepomuka do Vltavy.  
Významné úpravy domu proběhly na konci 18. století a v roce 1821. Druhé z nich provedl pražský stavitel Johann Christian Wytteck (1776–1846).

## Architektura a dekorace
Pozoruhodná stavba s hlavním průčelím do Šporkovy ulice má tři patra završená valbovou střechu a mansardou, uzavírá úzkou slepou ulici se sklonem ̥kolem 12 procent. Z bohatě zdobené průčelní fasády vystupuje trojosý rizalit. Jeho vertikálu akcentují zlacené reliéfy Nejsvětější Trojice: ve štítu mansardy to trojúhelná svatozář s okrem Boží prozřetelnosti uprostřed. Pod mansardou následuje holubice Ducha svatého v oblaku, pod ní v kartuši polofigura žehnajícího Boha Otce a nejníže Ježíš Kristus. V pravé polovině fasády  pokračují čtyři okna v jednoduchých okenních šambránách. Dvě původní křídla domu uzavírají spolu s ohradní zdí a krátkým západním přístavkem nepravidelný pavlačový dvůr, ten je pohledově otevřený do zahrady Šporkova paláce, tedy kláštera boromejek. Hlavní průčelí do Šporkovy ulice a je řešeno zajímavým způsobem. Architekt jakoby počítal s rozšířením stavby vlevo o čtyřosé křídlo, protože střední trojosé průčelí je řešeno jako rizalit. Vstupní portál má masivní dubová vrata. Na překladu římsy nad portálem spočívá sokl, na němž stával nedochovaný sloupek se sochou klečícího muže, údajně kameníka Ondřeje Krannera. Sokl má desku s tesaným latinským nápisem: „PROVIDENTIA / DEI / VISV EST / IN PIO / EV LOCIO / LAPICIDA“ s chronogramem 1729. Text nápisu se vztahuje k výzdobě domu a k nedochované soše (volně přeloženo: "Boží prozřetelnost je vidět ve zbožném bydlišti kameníka“). Sokl je zčásti otesaný jen hrubě, jakoby kameník svou práci ještě nedokončil.
Boční devítiosá fasáda do Jánské ulice má jednoduchá kamenná pravoúhlá ostění oken. Pozoruhodná je supraporta portálu. Je v ní vsazen břidlicový štít ve tvaru kartuše s latinským nápisem oslavujícím Ježíše Krista a chronogramem 1729: ITA / SALVTABIS / LAVDETVR IESVS CHRISTVS / AMEN. Nad ním býval do štukového rámu pod císařskou korunou vsazen obrázek - domovní znamení, pod ním je reliéf s válečnými trofejemi, stylově typický pro raně barokní výzdobu z období třicetileté války.
Dvorní fasády prošly klasicistní Wytteckovou úpravou, při níž byly doplněny pavlače. V menším, jihozápadním dvoře, který přiléhá ke Šporkovu paláci, je přízemní stavba kůlny s klasicistními zdmi a novodobá přístavba garáží.
V domě se dochovala řada historických konstrukcí, prvků a detailů umělecké výzdoby (klenby, schodiště, parkety, krb, pavlače, štuková výzdoba, a další.)

## Majitelé a nájemníci
V adresářích města Prahy (tzv. schematismech), které vycházely tiskem od roku 1790, lze sledovat majitele domu i nájemce, jsou Krannerové evidováni variantně jako Kronerové či Kranerové. Dům nepochybně využívali také jako činžovní. Od prvního desetiletí 19. století byl hlavním majitelem domu kameník Jan Ludvík Kranner. Roku 1842 to byl již architekt Josef Kranner, který vlastnil také druhý dům s kamenickou dílnou na Novém Městě v rozlehlém a v současnosti zruinovaném domě v Soukenické ulici čp. 1096/II. Tam pracovali jeho bratři, mj. dómský kameníka Jan (1835-1885) a později jeho synové. Rodina do roku 1848 vlastnila a obývala dům U kameníků, jako jeho majitelky byly zapsány dvě neprovdané sestry architekta Josefa Krannera Henrietta (1798-1872) a Terezie (1799-1876) Krannerovy. V roce 1848 se jako majitel malostranského domu U kameníků uvádí již Fridrich Schedelbauer, sekretář okresního úřadu pro Beroun, bydlel tam také Kašpar Heinrich Wankel. K nájemníkům patřil i úředník Johann Nepomuk Sepp s manželkou Žofií (1832-1848).

## Galerie

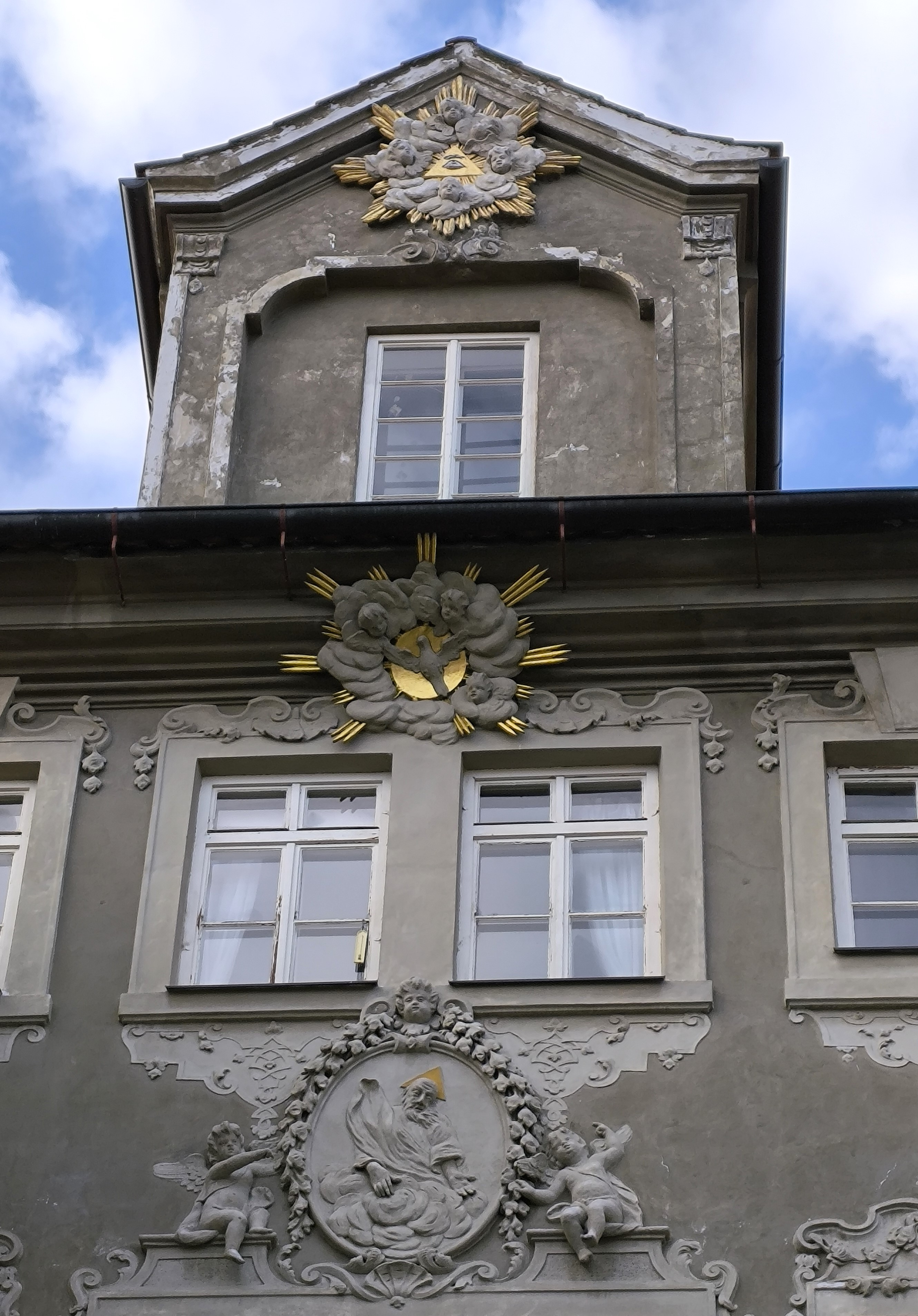
Mansarda do Šporkovy ulice
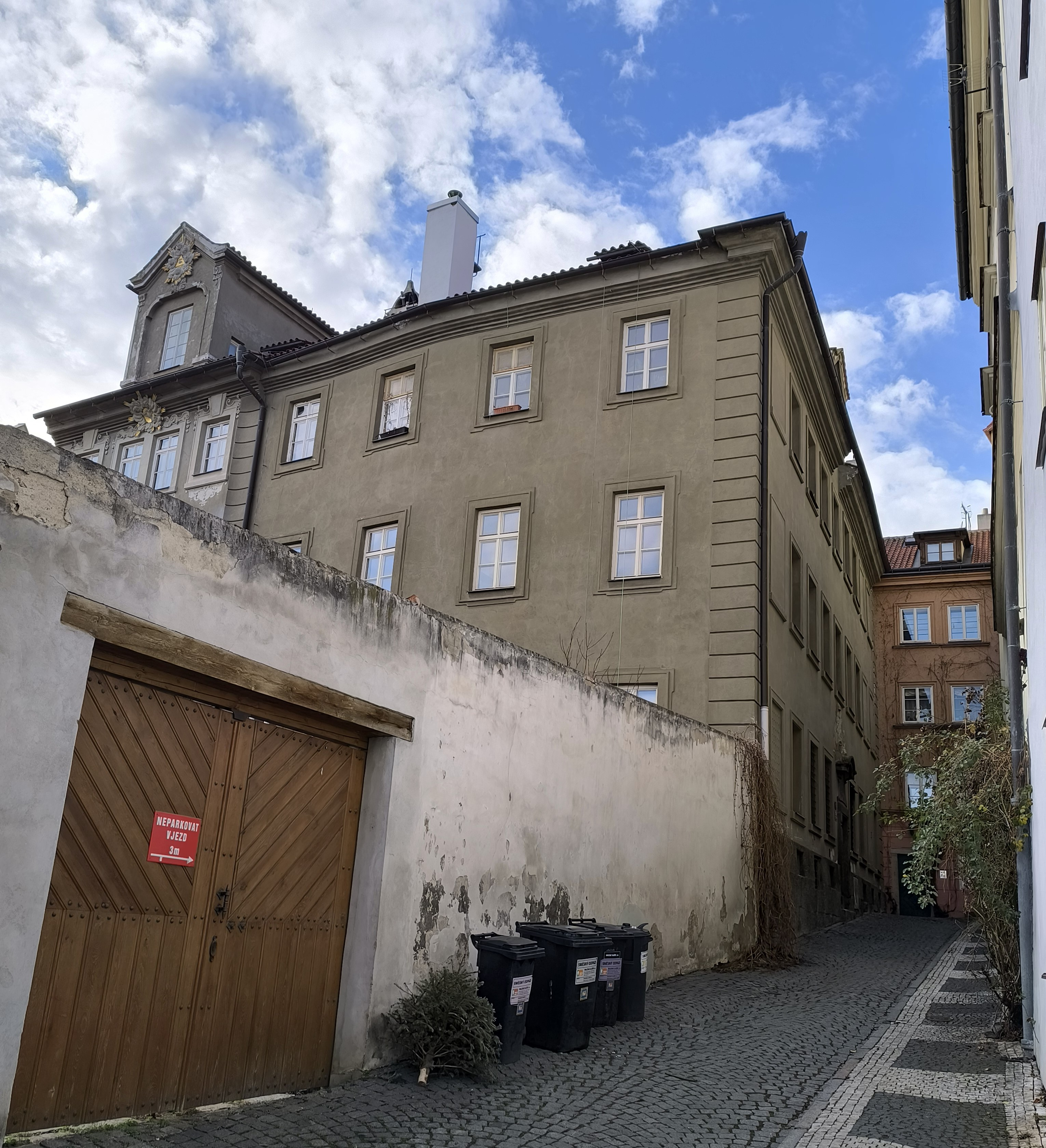
Pohled na nároží z Jánské ulice
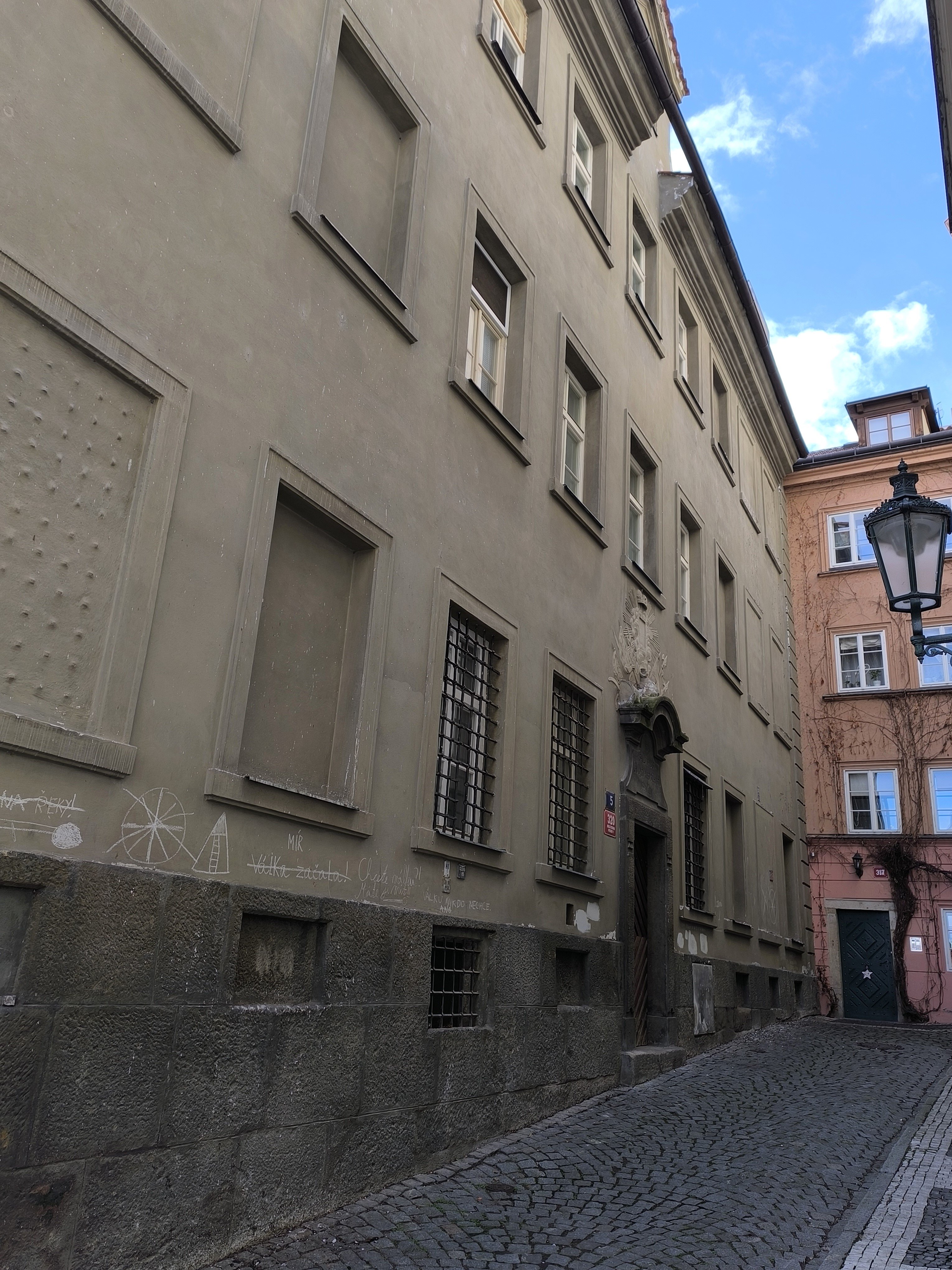
Fasáda do Jánské ulice
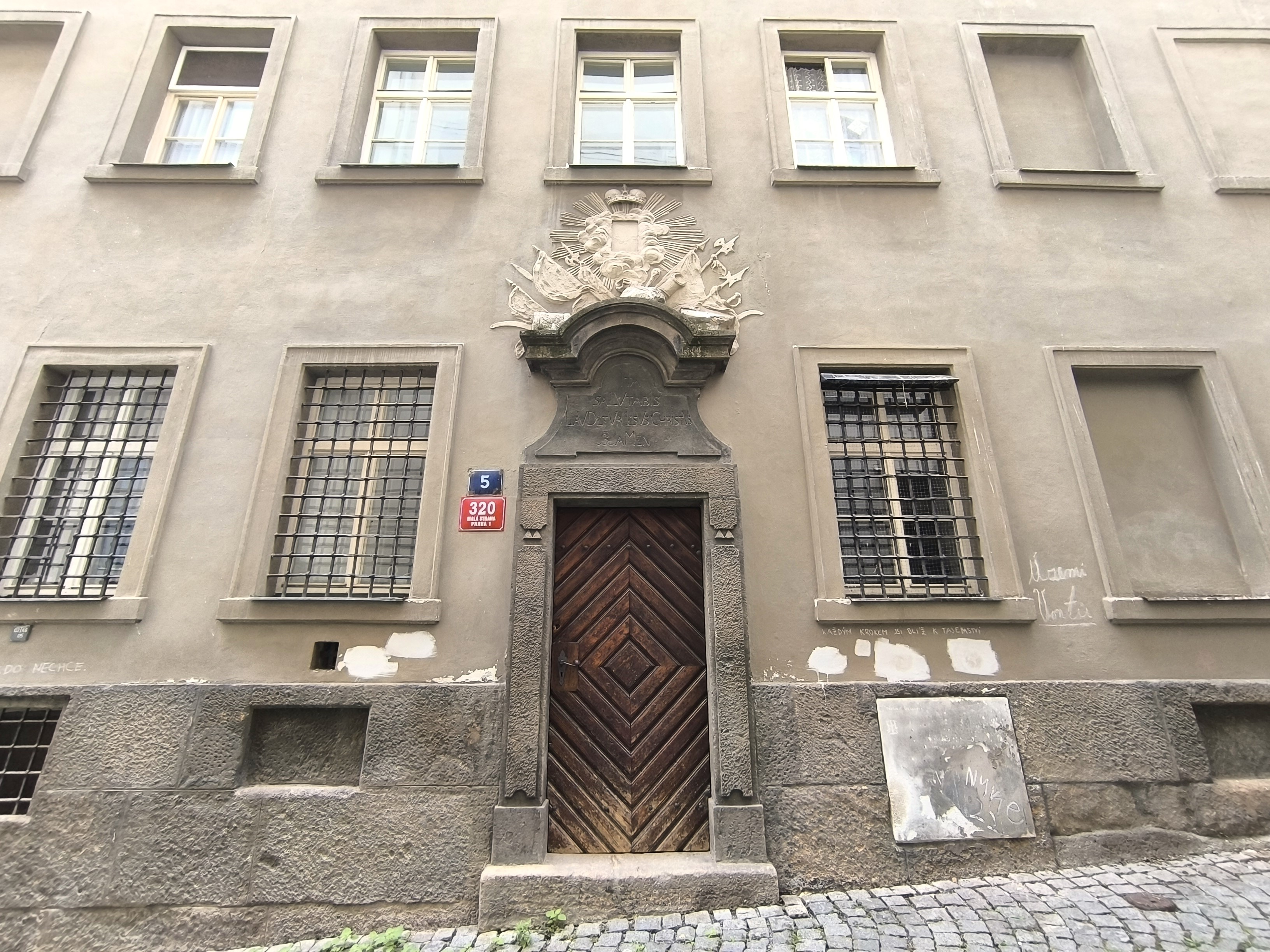
Průčelí do Jánské ulice
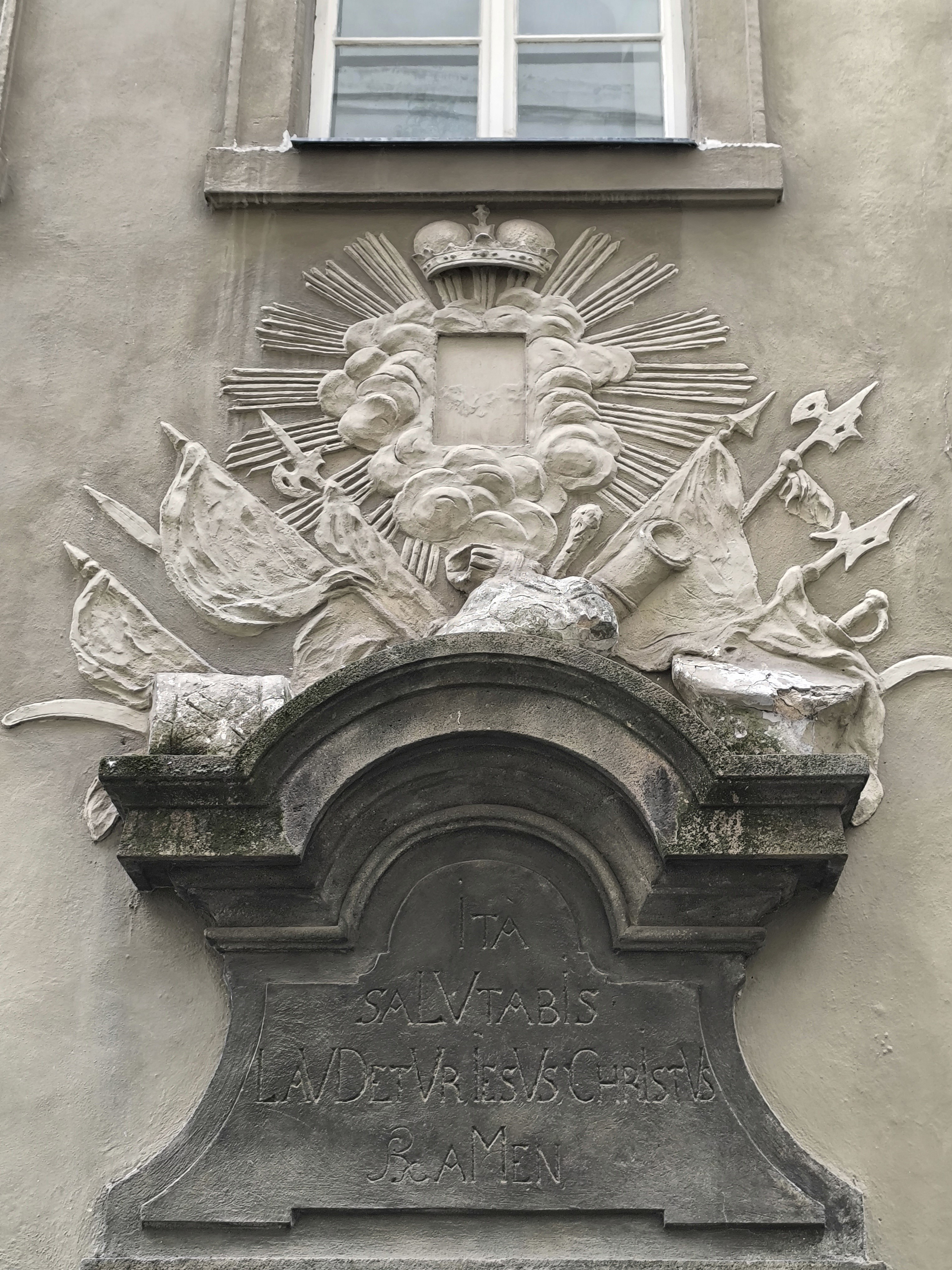
Domovní znamení a chronogram v Jánské ulici
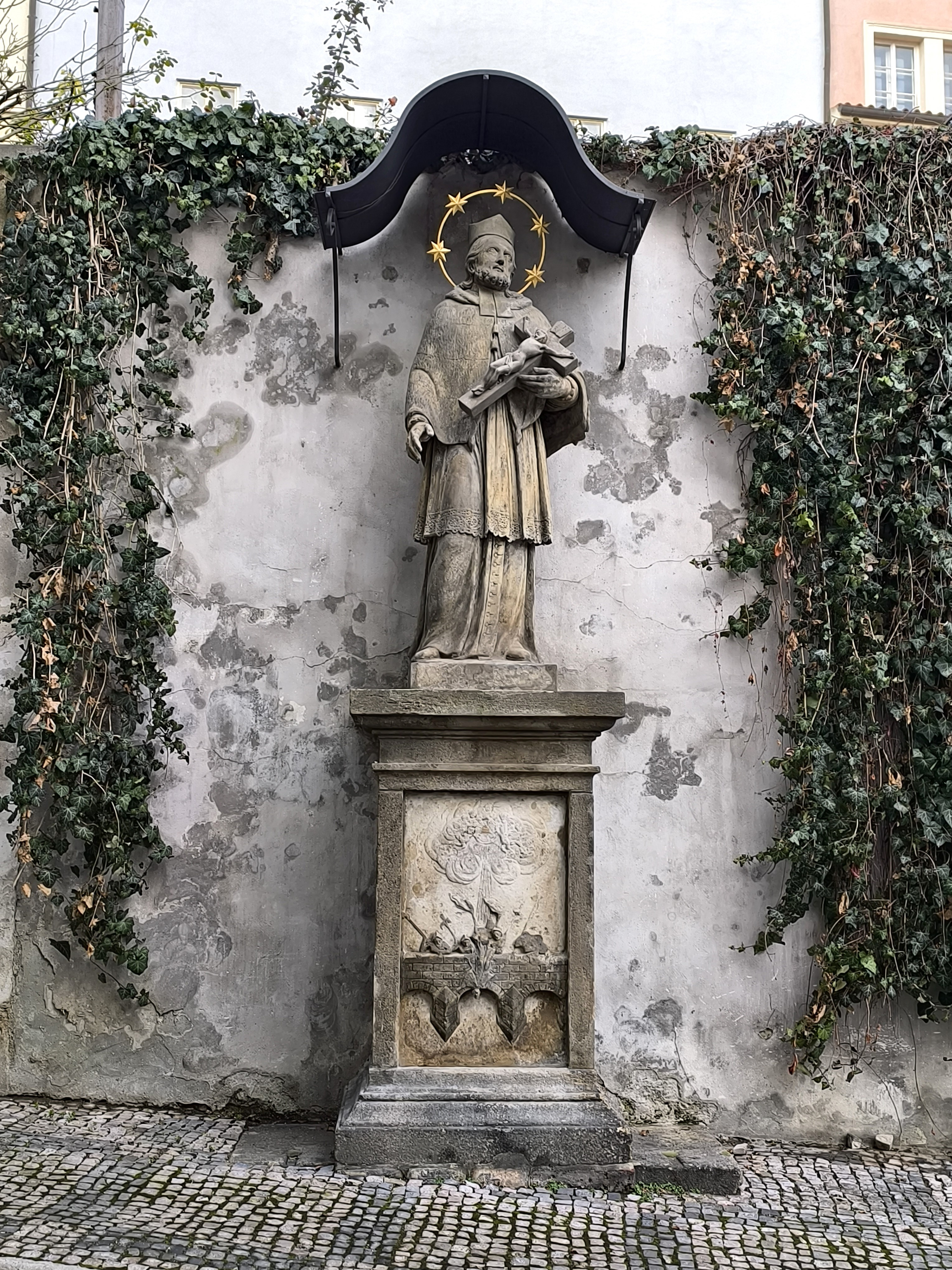
Socha sv. Jana Nepomuka ve Šporkově ulici